# Залеђено краљевство: Празник с Олафом
Залеђено краљевство: Празник с Олафом (енгл. Olaf's Frozen Adventure) је амерички краткометражни анимирани филм компаније Волт Дизни из 2017. године. То је уједно и други краткометражни наставак филма Залеђено краљевство из 2013. године. Премијеру је имао 22. новембра 2017. године, са дугометражним Дизнијевим филмом Коко.
У Србији филм је синхронизован емитован у одабраним биоскопима у ограниченом термину са поновним приказивањем филма Залеђено краљевство. Премијеру је имао 30. новембра 2017. године. Дистрибуцију је радио Тарамаунт филм, а синхронизацију Ливада продукција.

## Радња
У новој авантури Олаф се удружује са Свеном у веселој мисији. Њих двојица пречешљаће краљевство уздуж и попреко како би нашли најлепши празнични обичај и спасили први Божић за своје пријатеље. Али, испоставиће се да су обичаји веома лични и да је оно што чува једна породица за другу чудно. Зато ће Олаф зграбити све што може како би усрећио пријатеље.

## Улоге
| Име лика       | Глас          |
| -------------- | ------------- |
| Олаф           | Џош Гад       |
| Елса           | Идина Мензел  |
| Ана            | Кристен Бел   |
| Кристоф        | Џонатан Гроф  |
| Окен           | Крис Вилијамс |
| Господин Олсен | Џон де Ланси  |